# ZZT (videogioco)
ZZT è un videogioco rompicapo creato da Tim Sweeney (fondatore di Epic Games). Uscito per MS-DOS nel 1991, sebbene tecnicamente datato già alla sua uscita (il gioco utilizza il set di caratteri ASCII esteso per rappresentare il mondo di gioco) ha avuto un certo successo grazie ai suoi requisiti hardware estremamente contenuti, che lo rendevano utilizzabile sulla maggior parte di sistemi, e per la sua flessibilità. ZZT è attualmente disponibile come freeware.

## Modalità di gioco
In ZZT si controlla un personaggio (rappresentato da un carattere) con i quattro tasti del cursore, mentre con shift si spara un proiettile (se si possiedono delle munizioni). Altri oggetti da trovare includono delle gemme (utilizzate come moneta), torce (per illuminare la zona intorno al giocatore) e power-up che garantiscono l'invulnerabilità temporanea. I nemici da sconfiggere includono animali feroci o creature immaginarie.

## ZZT-OOP
ZZT è dotato di un vero e proprio linguaggio di programmazione a oggetti chiamato ZZT-OOP, grazie al quale è possibile modificare ogni aspetto di gioco, permettendo così la creazione di avventure testuali, videogiochi di ruolo e giochi di genere rogue.

## Super ZZT
Super ZZT è il seguito di ZZT, pubblicato nel 1992 e dotato di alcune caratteristiche aggiuntive rispetto al predecessore. Come il primo episodio, anche Super ZZT è stato dichiarato freeware.

## DreamZZT
DreamZZT è un progetto open source che mira a portare ZZT su altri sistemi operativi come Linux, macOS e Microsoft Windows, oltre che altre piattaforme come Dreamcast e Nintendo DS.